# Liste der russischen Gesandten in Sachsen
Liste der russischen Gesandten in Sachsen. 

## Geschichte

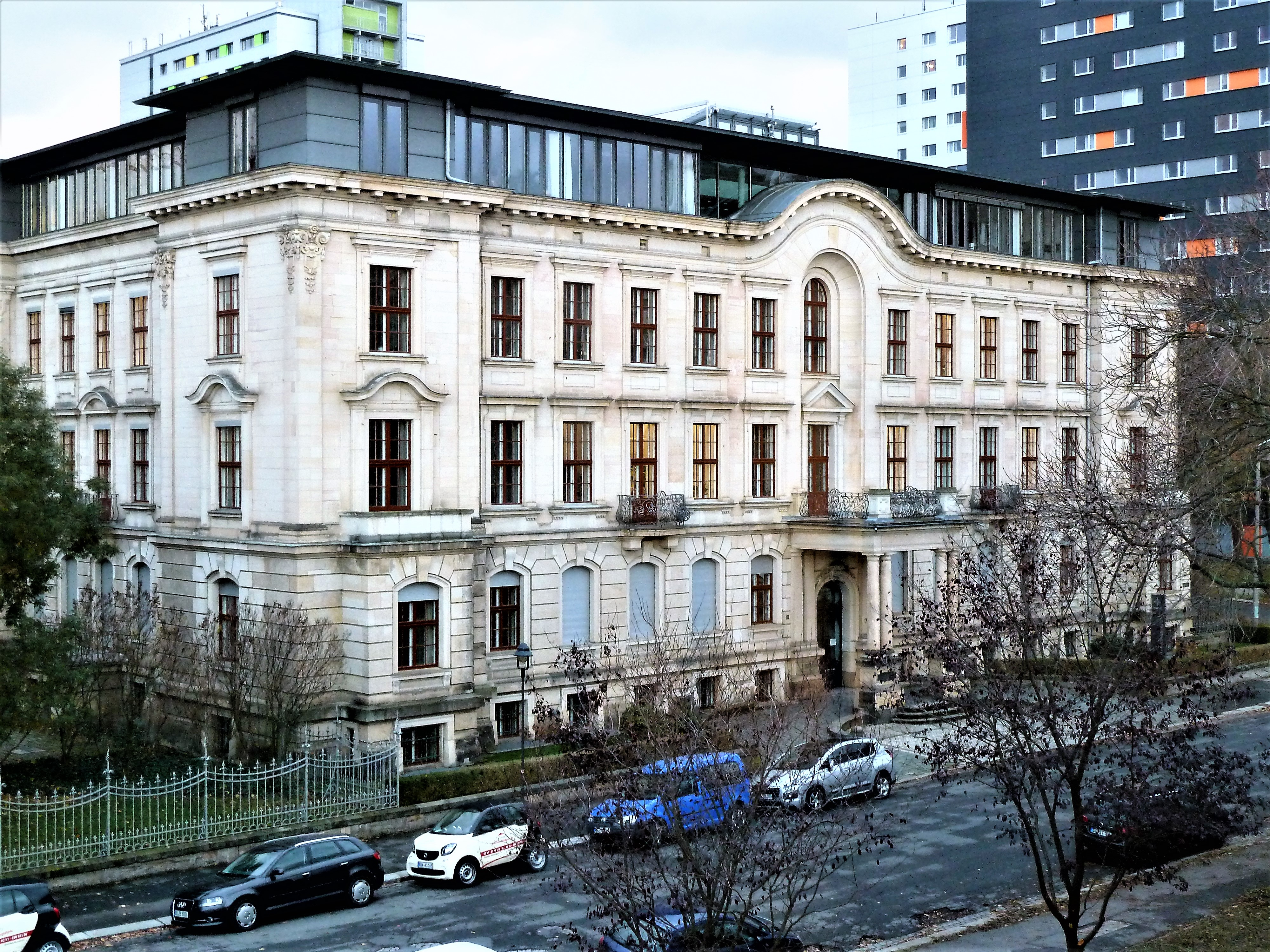
Palais in der Lukasstraße 6

Von 1697 bis 1763 waren das Kurfürstentum Sachsen und das Königreich Polen in einer Personalunion miteinander verbunden, auch bekannt als Sachsen-Polen. In dieser Zeit bezogen die russischen Gesandten und bevollmächtigten Minister teilweise ihre Residenz in Dresden, während dann in Warschau ein akkreditierter Geschäftsträger beschäftigt wurde. Oft pendelten die Gesandten zwischen beiden Höfen (vergleiche auch Liste für Polen). Nach dem Siebenjährigen Krieg wurde die Personalunion wieder aufgelöst. 
Die in der zweiten Hälfte des 18. Jahrhunderts von Kaiserin Katharina II. an den kurfürstlich-sächsischen Hof entsandten Brüder Andrei (1735–1776) und Alexander Michailowitsch (1752–1809) aus dem Haus Belosselski-Beloserski wirkten fördernd für das ohnehin reiche Kulturleben der sächsischen Hauptstadt. 1874 wurde die nach Plänen des deutschbaltischen Architekten Harald Julius von Bosse für die Russische Gesandtschaft erbaute Russisch-Orthodoxe Kirche des Heiligen Simeon vom wunderbaren Berge in der Reichsstraße (heute Fritz-Löffler-Straße) der Dresdner Südvorstadt eingeweiht. 1897 wurde in der Lukasstraße das kaiserlich-russische Gesandtschaftspalais fertiggestellt (heute Sitz des evangelischen Landeskirchenamtes Dresden). Im Verlauf der Julikrise wurde die Gesandtschaft 1914 geschlossen.

## Missionschefs
Aufgrund der Interdependenz der russischen Gesandtschaften bei den albertinischen und ernestischen Häusern werden die entsprechenden Staaten hier gemeinsam gelistet.

### Russische Gesandte in Sachsen
1670: Aufnahme diplomatischer Beziehungen zu Sachsen-Polen
- 1744–1748: Michail Petrowitsch Bestuschew-Rjumin (* 1688; † 1760)
- 1748–1752: Hermann Carl von Keyserlingk (* 1696; † 1764)
- 1752–1758: Heinrich Gottfried Gross (* 1713; † 1765)
- 1764–1765: Sergei Wassiljewitsch Saltykow (* 1726; † 1765)
- 1766–1780: Andrei Belosselski-Beloserski (* 1735; † 1776)
- 1780–1790: Alexander Michailowitsch Belosselski-Beloserski (* 1752; † 1809)
- 1790–1799: Johann von Mestmacher (* 1733; † 1805)
- 1800–1802: Nikolaus Bützow (* 1750; † 1823), Gt
- 1802–1815: Wassili Wassiljewitsch Chanykow (* 1759; † 1829)
- 1816–1817: Ludwig von Krüdener (* 1772; † 1825), Gt
- 1817–1829: Wassili Wassiljewitsch Chanykow (* 1759; † 1829)
- 1829–1857: Andreas von Schröder (* 1780; † 1858)
- 1858–1860: Alexander Nikititsch Wolkonski (* 1811; † 1878)
- 1860–1864: Nikolai Alexandrowitsch Kokoschkin (* 1792; † 1873)
- 1865–1869: Andrei Dmitrijewitsch Bludow (* 1817; † 1886)
- 1869–1878: Wilhelm von Kotzebue (* 1813; † 1887)
- 1878–1879: Alexander Michailowitsch Gortschakow (* 1798; † 1883)
- 1879–1882: Alexander Nelidow (* 1838; † 1910)
- 1883–1897: Alexander von Mengden (* 1819; † 1903)
- 1897–1906: Alexander Jegorowitsch Wrangel (* 1833; † 1915)
- 1906–1914: Arist von Wolff (* 1858; † 1924)

1914: Abbruch der diplomatischen Beziehungen

### Russische Gesandte in Sachsen-Weimar-Eisenach
Von 1817 bis 1908 befand sich eine gesonderte Russische Gesandtschaft in der Weimarer Bellevue-Allee Nr. 3. 
Davor und danach wurde das Zarenreich im Herzog- bzw. Großherzogtum Sachsen-Weimar-Eisenach vom Minister in Dresden vertreten. (siehe oben)
- 1815–1829: Wassili Wassiljewitsch Chanykow (* 1759; † 1829), Resident in Dresden
- 1819–1828: Johann Gustav von Struve (* 1763; † 1828), Gt
- 1828–1841: Wassili Aleksandrowitsch Santi (* 1788; † 1841), Gt
- 1829–1857: Andreas von Schröder (* 1780; † 1858), Resident in Dresden
- 1858–1865: Apollonius von Maltitz (* 1795; † 1870)
- 1865–1866: Carl Peterson (* 1819; † 1875)
- 1867–1870: Felix von Meyendorff (* 1834; † 1871)
- 1870–1882: Karl Wilhelm von Toll (* 1834; † 1893), Gt bis 1876
- 1882–1897: Carl von Hoeltzke (* 1826; † 1910)
- 1897–1903: Andreas von Budberg
- 1903–1904: Moritz Prozor (* 1849; † 1928)
- 1904–1908: Georg Ludwig von Graevenitz (* 1857; † 1939)

1908: Aufhebung der Gesandtschaft